# Rehhof (Bad Windsheim)
Rehhof (fränkisch: Rähof) ist ein Gemeindeteil der Stadt Bad Windsheim im Landkreis Neustadt an der Aisch-Bad Windsheim (Mittelfranken, Bayern). Rehhof liegt in der Gemarkung Rüdisbronn.

## Geographie
Unmittelbar nordöstlich der Einöde entspringt in einem Weiher der Nesselbach. Der Ort liegt in Tallage, im Nordwesten erhebt sich der Kühnberg (432 m ü. NHN) im Waldgebiet Kalkofen, 0,5 km südlich im Güterwald der Spielberg (420 m ü. NHN), auf dem sich die Überreste einer ehemaligen Höhenburg befinden.
Die Kreisstraße NEA 6 führt nach Obernesselbach (3,2 km östlich) bzw. zur Staatsstraße 2253 (1,4 km westlich), die nach Deutenheim (1,8 km nördlich) bzw. nach Rüdisbronn verläuft (1 km südlich). Ein Wirtschaftsweg führt nach Dutzenthal (1,1 km nördlich).

## Geschichte
Der Ort wurde 1158 als „Reichbach“ erstmals urkundlich erwähnt. Gemäß dieser Urkunde sicherte Kaiser Barbarossa dem Kloster Münchaurach den Schutz über dessen Besitzungen, zu denen auch dieser Ort gehörte, zu. 1356 wurde der Ort „Rechbach“ genannt, 1365 „Rehbach“, 1536 erstmals „der Hoff zu Rechpach“. Das Bestimmungswort des Ortsnamens ist das Reh. Ursprünglich bestand der Ort aus mehreren Anwesen.
Gegen Ende des 18. Jahrhunderts gehörte Rehhof zur Realgemeinde Rüdisbronn. Die zwei Halbhöfe hatten das brandenburg-bayreuthische Kastenamt Ipsheim als Grundherrn. Unter der preußischen Verwaltung (1792–1806) des Fürstentums Bayreuth erhielt die beiden Anwesen die Hausnummern 61 und 62 des Ortes Rüdisbronn.
Von 1797 bis 1810 unterstand der Ort dem Justizamt Külsheim und Kammeramt Ipsheim. Im Rahmen des Gemeindeedikts wurde Rehhof dem 1811 gebildeten Steuerdistrikt Kaubenheim und der 1817 gebildeten Ruralgemeinde Kaubenheim zugeordnet. Mit dem Zweiten Gemeindeedikt (1818) wurde es nach Rüdisbronn umgemeindet. Am 1. Juli 1972 wurde Rehhof im Zuge der Gebietsreform in Bayern nach Bad Windsheim eingegliedert.

### Ehemalige Baudenkmäler
- Gutshof mit Nebengebäuden
- Steinkreuz

### Einwohnerentwicklung
| Jahr      | 001818 | 001840 | 001861 | 001871 | 001885 | 001900 | 001925 | 001950 | 001961 | 001970 | 001987 |
| Einwohner | 27     | 20     | 14     | 22     | 18     | 11     | 17     | 13     | 10     | 4      | 3      |
| Häuser    | 2      | 2      |        |        | 2      | 2      | 2      | 1      | 1      |        | 1      |
| Quelle    | [ 12 ] | [ 13 ] | [ 14 ] | [ 15 ] | [ 16 ] | [ 17 ] | [ 18 ] | [ 19 ] | [ 20 ] | [ 21 ] | [ 1 ]  |

## Religion
Der Ort ist seit der Reformation evangelisch-lutherisch geprägt und bis heute nach St. Maria und Pankratius (Rüdisbronn) gepfarrt. Die Katholiken sind nach St. Bonifaz (Bad Windsheim) gepfarrt.